# Christina Schultheiß
Christina Schultheiß (* 27. Juni 1918 in Chemnitz als Christina Fiedler; † 26. März 2016 in Triptis-Pillingsdorf) war eine deutsche Bauingenieurin, die vor allem durch ihr Engagement in der evangelischen Kirche bekannt wurde. Sie war Präsidentin der Thüringer Landessynode (1978 bis 1990), Mitglied der Synoden des Bundes der Evangelischen Kirchen der DDR (BEK), der Vereinigten Evangelisch-Lutherischen Kirche Deutschlands sowie Vorstandsmitglied in der Konferenz der Evangelischen Kirchenleitungen der DDR (KKL).

## Leben

### Herkunft
Christina Schultheiß war die Tochter des Chemnitzer im Hoch-, Tief- und Betonstraßenbau tätigen Unternehmers Karl Fiedler und dessen Frau Luise. Die Eltern waren Mitglieder der Bekennenden Kirche um Dietrich Bonhoeffer und Gegner der nationalsozialistischen Ideologie. Sie wuchs zusammen mit ihren beiden Schwestern in gehobenen Verhältnissen auf.

### Schule, Ausbildung und Beruf
Christina Schultheiß besuchte von 1923 bis 1932 zunächst die Grund- und Oberschule in Chemnitz und absolvierte auf Drängen der Mutter von 1932 bis 1935 zunächst eine Lehre als Damenschneiderin und studierte anschließend zwei Semester an der Europäischen Meisterakademie in München Modedesign. Danach wechselte sie in das väterliche Unternehmen und arbeitete dort bis 1945 als technische Kraft.
Das Unternehmen von Karl Fiedler wurde 1935 vom SS-Wirtschaftsverwaltungshauptamt teilweise zerschlagen und Teile des Familienvermögens konfisziert, als sich Karl Fiedler weigerte, jüdische Zwangsarbeiter in seinen Betrieben zu beschäftigen. Im Zuge des Krieges gegen die Sowjetunion wurden große Teile des Industriefuhrparks des Unternehmens 1941 von der SS enteignet und nach Russland verbracht. Karl Fiedler verlegte seine unternehmerischen Tätigkeiten daraufhin in die Tschechoslowakei, wo er einen Steinbruch betrieb.
1952 schloss Christina Schultheiß ein Studium als Bautechnikerin und Bauingenieurin ab und erlangte 1961 einen Abschluss als Straßenbaumeisterin. Von 1952 bis 1953 leitete sie die Straßenbaumeisterei in Camburg in Thüringen und von 1953 bis 1979 die Straßenbaumeisterei in Stadtroda. Bis 1984 war sie Oberstraßenmeisterin und Außenstellenleiterin der Bezirksdirektion für Straßenwesen in Gera.
Ab 1965 war sie aktiv in der Thüringer Landeskirche tätig (siehe Politik). Als Präsidentin der Thüringer Synode war sie zudem Mitarbeiterin in den Bereichen Finanzen, Forst- und Landwirtschaft sowie Kirchenbau.
Ab 1991 betrieb sie ein Straßen- und Tiefbauunternehmen, die Geschäftsaufgabe erfolgte 1998 aus Altersgründen.

### Privat
Schultheiß war ab 1939 mit dem Polizisten und Wehrmachtsoffizier Erhardt Schultheiß († 1953) verheiratet. Das Paar bekam einen Sohn und eine Tochter. Sie war bis ins hohe Alter für ihre Mobilität und Autonomie bekannt, fuhr bis zu ihrem 95. Geburtstag regelmäßig Auto und bestellte bis zu ihrem Tod den Haushalt und die Gartenarbeit selbst.

## Politik

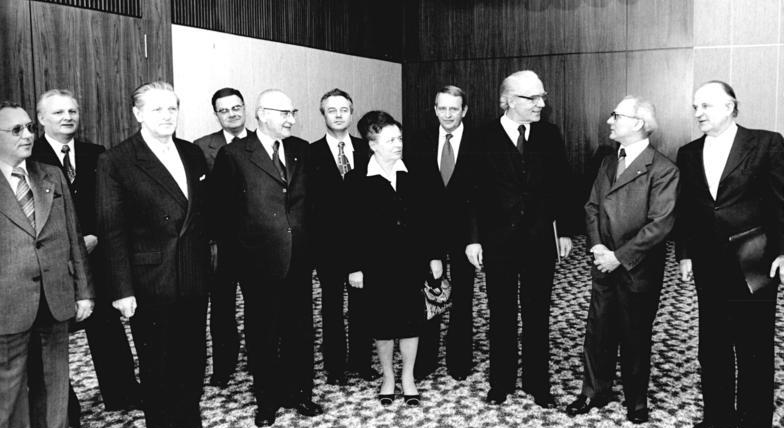
Erich Honecker (2. von rechts), empfing am 6. März 1978 den Vorstand der Konferenz der Evangelischen Kirchenleitungen in der DDR. Von links nach rechts: Rudi Bellmann, Hermann Kalb, Siegfried Wahrmann, Heinz Eichler, Paul Verner, Manfred Stolpe, Christina Schultheiß, Kurt Domsch, Albrecht Schönherr und Werner Krusche

Christina Schultheiß war ab 1965 zunächst Mitglied im Kirchenparlament der Thüringer Landeskirche und wurde 1978 zur Präsidentin der Landessynode gewählt. Weiterhin war sie ab 1969 Mitglied der Synoden des Bundes der Evangelischen Kirchen in der DDR und der Vereinigten Evangelisch-Lutherischen Kirche Deutschlands sowie ab 1972 Vorstandsmitglied in der Konferenz der Evangelischen Kirchenleitungen in der DDR.
Schultheiß wurde anerkennend als „Mutter Courage von Thüringen“ bezeichnet, und als eine Frau, „die nie ein Blatt vor den Mund nimmt“.
In ihren kirchlichen Ämtern behauptete sie sich gegenüber Männern und hielt Widerspruch auch gegenüber einem Bischof und hohen Amtsträgern für angemessen. Ihr praktischer Verstand und Realitätssinn „hat uns Pfarrer oft auf den Boden der Wirklichkeit zurückgeholt“, „Sie war ein Geschenk für unsere Kirche“, so Altbischof Werner Leich. Ein persönliches Anliegen war ihr Kampf für die Ordination von Theologinnen, und sie forderte „Mehr Selbstbewusstsein bitte!“ von den Frauen.
Christina Schultheiß versuchte stets, die Unabhängigkeit der Kirche gegen den DDR-Staat zu verteidigen. Nationale Aufmerksamkeit wurde ihr zuteil, als sie am 6. März 1978 beim ersten Spitzengespräch zwischen Staat und Kirche unter Leitung des DDR-Staatsratsvorsitzenden Erich Honecker auf die vielen Ungerechtigkeiten gegenüber den Bürgern verwies. Das Treffen gilt als ein Grund für das zunehmende Selbstvertrauen der ostdeutschen Christen, das später mit ausschlaggebend für die friedliche Revolution in der DDR war.

## Ehrungen
Christina Schultheiß wurde 1992 mit dem Bundesverdienstkreuz 1. Klasse des Verdienstordens der Bundesrepublik Deutschland geehrt.